# フラットバーロード

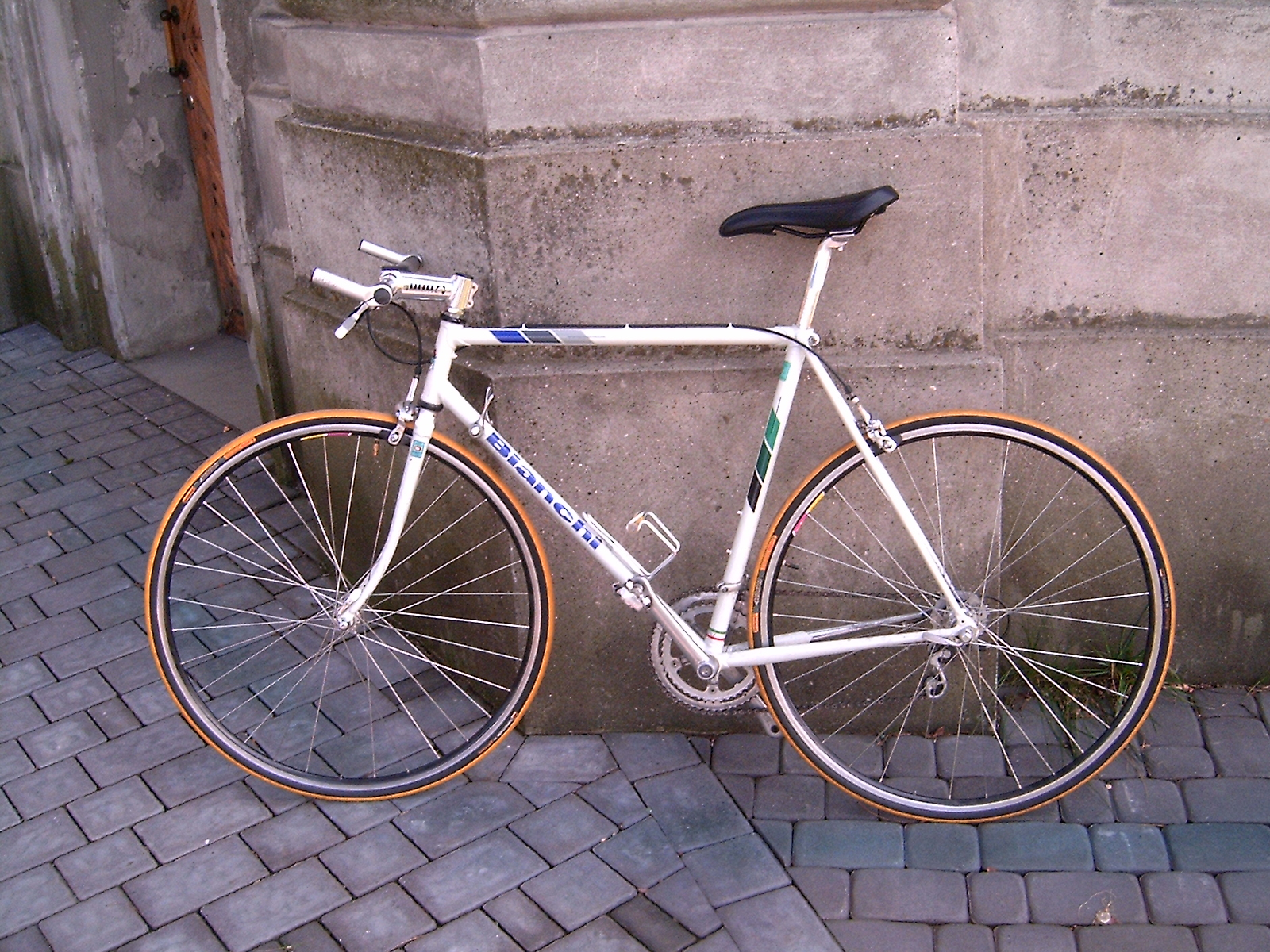
フラットバーロード

フラットバーロードは、ロードバイクの特徴的なドロップハンドルをフラットバーハンドルに変更した自転車のこと。ただし、純粋なロードバイクのフレームではない、専用設計のフレームを使ったものでも、その趣向が前記のものに非常に近い場合はフラットバーロードと呼ばれる。クロスバイクの1ジャンルとして認知されることもある。

## 歴史
ロードバイクのハンドルをフラットバータイプのものに交換するということは以前から可能であり、特にロードバイク用デュアルコントロールレバー（ブレーキとシフターを統合したもの）が一般化する前は、技術的にも容易であった。また、ラインナップとして、バーハンドルやドロップハンドルを含む複数の種類を用意するメーカーやビルダーもあった。ただ、こうした改造はさほど一般的なものではなかった。
日本では、映画『メッセンジャー』（劇中で使われるのはスリックタイヤ化されたMTB）を始め、雑誌やテレビドラマなどの小物としてフラットバータイプのハンドルをロードバイクのフレームに装着した自転車がマスメディアに登場するようになったこともあり、ドロップハンドルに抵抗感のある人々や、頻繁なストップ＆ゴーを繰り返す都市部での移動が多い人々を中心に普及していった。

## 特徴
その成り立ちから分かるように、フラットバーロードはクロスバイクとは異なり、ハンドルとシフター、ブレーキレバーを除くほとんどの部分がロードバイクそのものである。通常のドロップハンドルを装着したロードバイクが競技を前提に設計されているのに対し、フラットバーロードは街乗りを前提に設計されている。

### フレーム
- ドロップハンドルのモデルと共通のダイヤモンドフレームを使っていることが多いが、メーカーによってはヘッドチューブの長い、上体をより起こした姿勢で乗れる専用設計のフレームを用いることもある。ロードバイク同様にチェーンステイが短く反応性が高いのが特徴である。

### ホイール
- 一般的なロードバイクと同じ700Cのホイールを装着するような設計となっている。女性用、あるいは小さいサイズのものでは650C、26インチHEのものが用いられるモデルもある。リアエンドは一般的なロードバイク同様に130mmが多い。

### タイヤ
- ロードバイクと同じく25C、23Cを採用している。

### ブレーキ
- キャリパーブレーキかディスクブレーキを使用することが多い。
- カンチレバーブレーキやVブレーキを採用したモデル（センチュリオンのクロススピード等）もある。

### ハンドル
- 一般的にはアルミニウム合金を用いたストレートなバーハンドルが使用される。アヘッドステムとクロスカントリーMTB用のハンドルの組み合わせが用いられる。

### コンポーネント
- 基本的に駆動系はロードバイクである。2016年現在では各コンポメーカーがフラットバーロード用のシフターセットを販売しているので、それを利用する事例も多い。

## クロスバイクとの相違点について
クロスバイクはオフロードバイクをベースにオンロードでの巡航性能をもたせた車種で、フラットバーロードとは出自が異なっている。
しかし、MTBを700C（ロードバイクで用いられてきたホイール径）化し、軽量フレームを採用したクロスバイクと、ロードバイクのハンドルをフラットにし、それに合わせて各部の仕様を変更したフラットバーロードでは、構成・性能が似通ったものとなっているのも事実である。また、クロスバイクにしろフラットバーロードにしろ近年になって出現した分野でありレースの規定もないため、絶対的な基準は存在しない。
ただ、「チェーンステイ長」「ブレーキの種類」「タイヤの太さ」などに注目することで、そのモデルがロードバイク・ベースのものなのかMTBベースのものなのかを判別することは可能である。
一般的フラットバーロードはクロスバイクよりも車重が軽く、高速走行に向いている。一方クロスバイクは乗車姿勢が起きていて中・低速でも安定し、泥よけやキャリアも容易に装着出来る。